# Девін Хейні
Девін Майлс Гейні (англ. Devin Miles Haney; 17 листопада 1998, Сан-Франциско, Каліфорнія) — американський професійний боксер, абсолютний чемпіон світу у легкій вазі, чемпіон світу за версіями WBC (2019—2023), IBF (2022—2023), WBA (Super) (2022—2023), WBO (2022—2023) у легкій вазі та за версією WBC (2023—2024) у першій напівсередній вазі.

## Аматорська кар'єра
Девін Гейні нарордився у Сан-Франциско, де й почав займатися боксом у семирічному віці, за підтримки свого батька Білла Гейні. У чотирнадцять років, разом зі своїм батьком, переїдав у Лас-Вегас. Був багаторазовим чемпіоном США у кількох вагових категоріях. Аматорську кар'єру завершив з рекордом 138-8. 

## Професіональна кар'єра
Девін Гейні відмовився від можливості виступу на Олімпійських іграх заради професіональної кар'єри і 2015 року дебютував на професійному рингу. Через юний вік перші чотири боя він провів у Мексиці.
Повернувшись до США, Девін разом з батьком заснував промоутерську кампанію Devin Haney Promotions.
11 січня 2019 року в бою за вакантні титули інтернаціонального чемпіона за версією  WBC та інтерконтинентального чемпіона за версією WBO у легкій вазі Девін Гейні переміг до того непереможного південноафриканця Ксолісані Ндонгені (25-0).
Маючи рекорд 21-0, у квітні 2019 року Девін Гейні підписав сопромоутерську угоду з промоутером Matchroom Sport Едді Гірном.
13 вересня 2019 року переміг до того непереможного росіянина Заура Абдуллаєва (11-0) і завоював вакантний титул «тимчасового» чемпіона WBC у легкій вазі.
У жовтні 2019 року Всесвітня боксерська рада (WBC) подарувала чемпіону WBC у легкій вазі Василю Ломаченко новостворений титул «франчайзингового» чемпіона WBC Franchise. Одночасно із «підвищенням» Ломаченка «підвищення» до звання повноцінного чемпіона отримав і Девін Гейні.
9 листопада 2019 року Гейні вперше захистив титул чемпіона WBC, здобувши перемогу проти до того непереможного домініканця Альфредо Сантьяго (12-0).

### Гейні проти Гамбоа
7 листопада 2020 року Гейні зустрівся в бою з ексчемпіоном світу кубинцем Юріоркісом Гамбоа. Бій завершився перемогою американця одностайним рішенням суддів, хоча до бою Гейні обіцяв жорстоко побити суперника і завершити бій достроково.

### Гейні проти Лінареса
29 травня 2021 року у Лас-Вегасі Девін Гейні провів третій захист титулу чемпіона WBC проти ексчемпіона світу у трьох вагових категоріях венесуельця Хорхе Лінареса. Чемпіон непогано почав бій, багато рухаючись і використовуючи джеб. Лінарес частіше використовував хуки, майже не поступаючись в майстерності чемпіону. Бій проходив з невеликою перевагою Гейні, але у 10 раунді Лінарес ошелешив американця серією ударів. Гейні виживав у двох останніх раундах, в'яжучи венесуельця в клінчах. Одностайним рішенням суддів переможцем став чемпіон — 116-112 (двічі) та 115-113. Глядачі свистом висловили своє незадоволення діями Гейні у останніх раундах.

### Гейні проти Діаса
4 грудня 2021 року Девін Гейні провів бій проти «тимчасового» чемпіона WBC Джозефа Діаса та захистив титул, здобувши в напруженому бою перемогу одностайним рішенням — 117-111 (двічі) і 116-112.

### Гейні проти Камбососа
5 червня 2022 року Девін Гейні зустрівся в об'єднавчому бою з чемпіоном світу за версіями IBF, WBA (Super), WBO та володарем титулу WBC Franchise австралійцем Джорджом Камбососом у Мельбурні. Суперником об'єднаного чемпіона мав стати Василь Ломаченко, але українець відмовився від бою після російського вторгнення в Україну і команда австралійця обрала в суперники Камбососу Гейні.
Бій пройшов всі 12 раундів, був напруженим, але не дуже видовищним та завершився перемогою американця одноголосним рішенням суддів — 116-112; 116-112; 118-110. Девін Гейні став абсолютним чемпіоном світу у легкій вазі.

### Гейні проти Камбососа II
За умовами контракту на перший бій Камбосос мав право на негайний реванш, чим він і скористався. Реванш відбувся знов у Мельбурні, Австралія 16 жовтня 2022 року. Камбосос цього разу діяв краще, намагаючись тиснути на суперника, але Гейні був набагато ефективнішим і знов здобув переконливу перемогу одноголосним рішенням суддів — 119-109 і двічі 118-110.

### Гейні проти Ломаченка
20 травня 2023 року здобув перемогу над Василем Ломаченком (одностайне рішення суддів), ставши другим після Сауля Альвареса (Мексика) абсолютним чемпіоном світу, який провів два успішних захисти чотирьох титулів.
Після бою з Ломаченко Гейні висловив бажання вийти на бій категорією вище проти чемпіона світу за версією WBC Реджиса Прогрейса. Влітку 2023 року Всесвітня боксерська рада позбавила Гейні титулу у легкій вазі та оголосила його "чемпіоном у відпустці". Наприкінці листопаду Гейні оголосив, що відмовляється від усіх титулів у легкій вазі і продовжить виступи в першій напівсередній вазі.

### Гейні проти Прогрейса
9 грудня 2023 року відбувся бій між Гейні та Реджисом Прогрейсом. Девін, надіславши чемпіона в нокдаун у третьому раунді, контролював хід усього поєдинку, не давши супернику жодного щансу, і здобув перемогу одностайним рішенням, завоювавши титул у другій ваговій категорії.

### Гейні проти Гарсії
20 квітня 2024 року зустрівся в бою з Раяном Гарсією (США). Перемогу несподівано рішенням більшості здобув Гарсія, який по ходу бою надсилав Гейні в нокдауни у 7, 10 та 11 раундах. Гейні зазнав першої поразки, але залишився з титулом чемпіона WBC, оскільки Гарсія провалив передматчеве зважування. Після поєдинку Раян Гарсія провалив допінг-тестування, тому поєдинок визнали таким що не відбувся.
Наступний поєдинок Гейні мав провести проти обов'язкового претендента іспанця Сандора Мартіна, але відмовився від цього бою і звання чемпіона WBC у першій напівсередній вазі через замалий на його думку гарантований гонорар. 24 червня 2024 року Всесвітня боксерська рада оголосила Гейні «чемпіоном у відпустці».

## Таблиця боїв
| 31 Перемога (15 нокаутом), 0 Поразок, 0 Нічиїх. |                      |                             |        |        |      |                  |                                                | |
| №                                               | Результат            | Противник                   | Спосіб | Раунд  | Час  | Дата             | Місце проведення                               | Примітки |
| 32                                              | Не відбувся 31-0-0-1 | Раян Гарсія (24-1)          | MD     | 12     |      | 20 квітня 2024   | Барклайс-центр, Нью-Йорк, Нью-Йорк             | Попередньо перемога Гарсії рішенням більшості. Після оприлюднення результатів допінг-тестування, яке Гарсія провалив, бій визнано таким, що не відбувся.                                                    |
| 31                                              | 31–0                 | Реджис Прогрейс (29-1)      | UD     | 12     |      | 9 грудня 2023    | Chase Center, Сан-Франциско, Каліфорнія        | Завоював титул чемпіона за версією WBC у першій напівсередній вазі. |
| 30                                              | 30–0                 | Василь Ломаченко (17-2)     | UD     | 12     |      | 20 травня 2023   | MGM Grand Garden Arena, Лас-Вегас, Невада      | Захистив титул чемпіона за версіями WBC (7-й захист Гейні), IBF (2-й захист Гейні), WBA (Super) (2-й захист Гейні), WBO (2-й захист Гейні) у легкій вазі..                                                  |
| 29                                              | 29-0                 | Джордж Камбосос (20-1)      | UD     | 12     |      | 16 жовтня 2022   | Rod Laver Arena, Мельбурн                      | Захистив титул чемпіона за версіями WBC (6-й захист Гейні), IBF (1-й захист Гейні), WBA (Super) (1-й захист Гейні), WBO (1-й захист Гейні) у легкій вазі.                                                   |
| 28                                              | 28-0                 | Джордж Камбосос (20-0)      | UD     | 12     |      | 5 червня 2022    | Marvel Stadium, Мельбурн                       | Захистив титул чемпіона за версією WBC у легкій вазі (5-й захист Гейні). Завоював титули чемпіона IBF (1-й захист Камбососа), WBA (Super) (1-й захист Камбососа), WBO (1-й захист Камбососа) у легкій вазі. |
| 27                                              | 27-0                 | Джозеф Діас (32-1-1)        | UD     | 12     |      | 4 грудня 2021    | MGM Grand, Лас-Вегас                           | Захистив титул чемпіона за версією WBC у легкій вазі (4-й захист Гейні) |
| 26                                              | 26-0                 | Хорхе Лінарес (47-5)        | UD     | 12     |      | 29 травня 2021   | Michelob Ultra Arena, Лас-Вегас                | Захистив титул чемпіона за версією WBC у легкій вазі (3-й захист Гейні) |
| 25                                              | 25-0                 | Юріоркіс Гамбоа (30-3)      | UD     | 12     |      | 7 листопада 2020 | The Guitar Hotel, Голлівуд                     | Захистив титул чемпіона за версією WBC у легкій вазі (2-й захист Гейні) |
| 24                                              | 24-0                 | Альфредо Сантьяґо (12-0)    | UD     | 12     |      | 9 листопада 2019 | Стейплс-центр, Лос-Анджелес                    | Захистив титул чемпіона за версією WBC у легкій вазі (1-й захист Гейні) |
| 23                                              | 23-0                 | Заур Абдуллаєв (11-0)       | RTD    | 4 (12) |      | 13 вересня 2019  | Медісон-сквер-гарден, Нью-Йорк                 | Виграв титул «тимчасового» чемпіона за версією WBC у легкій вазі. |
| 22                                              | 22-0                 | Антоніо Моран (24-3)        | KO     | 7 (12) | 2:32 | 25 травня 2019   | MGM National Harbor, Оксон-Гілл                | Захистив титули інтернаціонального чемпіона за версією WBC та інтерконтинентального чемпіона за версією WBO у легкій вазі. Виграв вакантний титул інтернаціонального чемпіона за версією WBA у легкій вазі. |
| 21                                              | 21-0                 | Ксолісані Ндонґені (25-0)   | UD     | 12     |      | 11 січня 2019    | StageWorks, Шривпорт, Луїзіана                 | Виграв бій за вакантні титули інтернаціонального чемпіона за версією WBC та інтерконтинентального чемпіона за версією WBO у легкій вазі.                                                                    |
| 20                                              | 20-0                 | Хуан Карлос Бурґос (33-2-2) | RTD    | 10     |      | 28 вересня 2018  | Pechanga Resort & Casino, Темекула, Каліфорнія | Виграв бій за вакантні титули чемпіона Північної Америки за версією IBF у легкій вазі. |